# Suntrana (Alaska)
Suntrana es un área no incorporada ubicada en el borough de Denali en el estado estadounidense de Alaska.

## Geografía
Suntrana se encuentra ubicado en las coordenadas 63°51′1″N 148°50′54″O / 63.85028, -148.84833.